# آلفين بانج
آلفين بانج (بالإنجليزية: Alvin Pang)‏ هو مؤلف سنغافوري، ولد في مايو 1972 في سنغافورة.